# Le Cœur d'Yvonnette
Pour plus de détails, voir Fiche technique et Distribution.
Le Cœur d'Yvonnette est un film muet français réalisé par Maurice Le Forestier, sorti en 1911.

## Fiche technique
- Titre : Le Cœur d'Yvonnette
- Réalisation : Maurice Le Forestier
- Scénario : Daniel Riche
- Photographie :
- Montage :
- Producteur :
- Société de production : Société cinématographique des auteurs et gens de lettres (S.C.A.G.L), Série d'Art Pathé Frères (S.A.P.F.)
- Société de distribution :  Pathé Frères
- Pays d'origine :  France
- Métrage : 260 mètres
- Langue : film muet avec les intertitres en français
- Format : Noir et blanc — 35 mm — 1,33:1 — Muet
- Genre : Film dramatique
- Durée : 8 minutes et 40 secondes
- Numéro de catalogue Pathé : 4497
- Dates de sortie :
  -  France : 13 octobre 1911

## Distribution
- Suzanne Goldstein : Yvonnette
- Roger Monteaux : le comte de Lusignan
- Henri Étiévant : Yannick
- Eugénie Nau : la tante d'Yvonnette